# Terres d'Escània
Les Terres d'Escània o Skåneland (suec) o Skånelandene (danès) són termes usats en contextos històrics a Escandinàvia per descriure la zona sud-est i sud-oest de la Península Escandinava, que arran del Tractat de Roskilde de 1658 fou transferit de Dinamarca a Suècia. Es correspon a les províncies sueques de Blekinge, Halland i Escània. L'illa de Bornholm, que amb el Tractat de Copenhagen de 1660 fou retornada a Dinamarca, sovint és inclosa quan s'empra aquesta denominació. El terme equivalent en llatí és "Terrae Scaniae". La denominació s'utilitza rarament com a denominació geogràfica o en el dia a dia.
La zona esdevingué província danesa, a vegades rep el nom de Província Oriental, després de la guerra civil, ocorreguda al segle xii, anomenada Alçament Escani. La regió fou part del territori cedit a Suècia, el 1658, pel Tractat de Roskilde, però després d'un aixecament a Bornholm, aquesta illa retornà a Dinamarca el 1660, com s'acordà en el Tractat de Copenhagen, a canvi de la propietat dels divuit territoris de la corona a Escània. A partir d'aquell moment, la frontera sueco-danesa s'ha mantingut sense canvis.

## Etimologia
El nom de Skåneland es va registrar per primer cop de forma impresa el 1719 No és clar a quina zona feia referència. Posteriorment, el 1751 Carl Linnaeus el feu servir, per la província d'Escània. L'ús modern de la denominació és una forma abreujada per De skånska landskapen ("Les províncies d'Escània "), per la zona que inclou les províncies de Blekinge, Halland i Escània, fou proposada per l'historiador suec i escandinavista Martin Weibull a Samlingar till Skånes historia (sis volums) 1868-73 per tal de posar en relleu la història comuna pre-sueca d'Escània, Blekinge, i Halland.
El terme s'utilitza sobretot en contextos històrics i no en la parla del dia a dia. En danès, Skånelandene és emprat més usualment. El terme no té implicacions polítiques, ja que la regió no és una entitat geopolítica, però si una regió cultural, sense uns límits polítics oficials establerts. En algunes circumstàncies, el mot Skåneland, s'oposa als mots Skånelandskapen i Skånelandene, també es pot fer servir com una denominació per la província d'Escània.
Weibull emprà el terme per fer referència a les quatre províncies on la Skånelagen («La Llei d'Escània», la més antiga llei provincial dels Països nòrdics) tenia jurisdicció, així com l'àrea de l'arxidiòcesi de Lund fins a la Reforma Protestant el 1536, i després la diòcesi danesa luterana de Lund. Aquesta accepció de Skåneland sovint fou utilitzada en el diari regional històric Historisk tidskrift för Skåneland, des de 1901, publicat pel fill de Martin, Lauritz Weibull.

## Administració
Una de les primeres divisions administratives i polítiques de la zona fou la que es creà fou arran de la divisió danesa, en tres assemblees provincials, per elegir el rei de Dinamarca. Les primeres subdivisions administratives daneses es produïren com a part del procés de centralització, quan la regió fou dividida en unitats administratives anomenades hundreds (herreder (danès)). Els hundreds possiblement es basaven en divisions preexistents, però l'establiment de la nova divisió en hundreds va ser impulsada per un augment del poder reial durant la Plena Edat Mitjana. Aquests difereixen dels things en que no hi havia comunitats locals unides sota una assemblea governativa, però eren divisions regionals imposades des de dalt per afermar l'autoritat reial. Els hundreds medievals danesos foren emprats per implantar les obligacions militars i facilitar la recaptació de les rendes reials a les províncies. Primerament foren establertes a Jutlàndia, on reemplaçaren a les preexistents unitats administratives anomenades syssel. D'acord amb alguns acadèmics, possiblement foren introduïdes a Skåneland a principis del segle xi.
En el segle xiii, s'introduí un nou sistema fiscal i els hundreds foren gradualment incorporats a unitats administratives més grans, anomenades len, amb un castell com centre administratiu. Aquest nou plantejament administratiu fou fruit de l'augment de poder de l'aristocràcia. A cada len, un noble fou posat al capdavant, amb el títol de lensmand.
Cada una de les quatre províncies de Skåneland tenia un representat en el Thing Escani, que, juntament amb els altres dos Things danesos (Jutlàndia i Zealand), elegien el rei danès.
Les quatre províncies d'Escània es van unir sota la jurisdicció de la Llei d'Escània, d'entre 1200 i 1216, la més antiga llei provincial nòridica. En el capítol "Història Constitutional" d'Història medieval danesa, Noves corrents, les tres Things provincials foren descrites com l'autoritat legal que instituïa els canvis proposats pel rei electe. Les propostes de canvis legislatius del monarca havien de ser aprovades pels tres Things abans d'obtenir el rang de llei a Dinamarca.

### Status actual
Estrictament, Skåneland és una regió històrica i cultural. El nom apareix com un terme utilitzat en contextos històrics en diverses fonts. La part sud de Suècia, incloent-hi Skåneland, es considera que hauria de ser inclosa a Götaland, un dels tres "landsdelar de Suècia". El "land" Götaland porta el mateix nom que la província històrica de Götaland, i que és anomenada "Gothia" en els mapes del segle XVII; la inclusió de Skåneland és descrita com "històricament inexacta " a la sueca Nationalencyklopedin.
Com en altres regions culturals, el regionalisme a Escània alguns cops té una base en el regionalisme nacionalista i en alguns casos en una oposició general al centralisme nacionalista estatal o el nacionalisme expansionista. Com s'ha assenyalat sobre el regionalisme a Noruega, el regionalisme escandinau no és necessàriament separatista.

### Ús modern
Els mots Skåneland o Skånelandskapen són rarament emprats en el dia a dia, però són d'ús general entre els historiadors que estudien els segles anterior i posterior al 1658, i són emprats sovint per professionals, diaris i revistes històriques de divulgació adreçades al públic en general. En molts casos el terme s'explica el primer cop que és mencionat en un article, ja que molts lectors no estan familiaritzats amb ell.
El seu ús actualment es dona sobretot en la recerca històrica com una manera de referir-se a la cultura comú, la llengua i la història de Skåne, Blekinge, Halland i Bornholm abans de l'adquisició d'aquestes províncies per part de Suècia, com una manera de ressaltar les característiques culturals úniques de la regió. Encara que el terme és menys freqüent en contexts oficials, l'interest recent ha portat a l'emissora nacional Sveriges Television a examinar aquest concepte i, a causa d'això s'ha tornat més habitual a Suècia.
Hi ha un petit nombre d'organitzacions que promouen el terme, principalment actives a internet, com per exemple, Föreningen Skånelands Framtid or Skåneländsk Samling, Federació de Fútbo de Skåneland i Stiftelsen Skåneländska Flaggans Dag. Es desconeix el nombre total de membres d'aquestes organitzacions, però hi ha moltes afiliacions dobles.
La fundació privada Stiftelsen Skånsk Framtid ("Fundació pel Futur d'Escània "). fou membre de la UNPO entre 1993 i 2011, representant la zona sota la denominació d'Escània. Això pot causar confusió, ja que l'exònim normalment fa referència exclusivament a la província d'Escània.

## Història

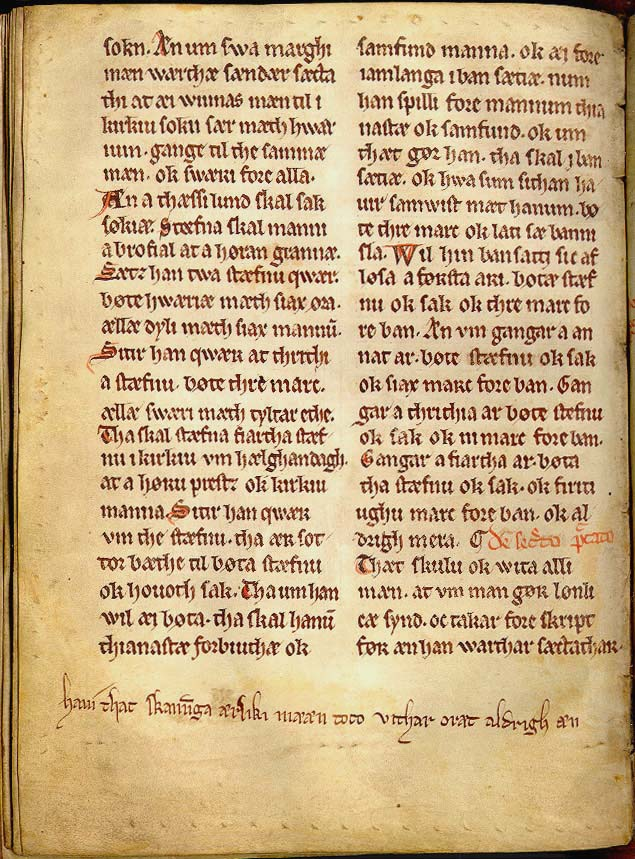
Versió d'Anders Sunesøn del de la Llei d'Escània i la lleid de l'Església, que conté comentaris al marge anomenats "Skaaningestrof" (l'estrofa escani): "Hauí that skanunga ærliki mææn toco vithar oræt aldrigh æn." (Que se sàpiga que els escanis son homes honorables que mai han tolerat la injusticia.)

### Història primerenca
Des del 1104 l'arquebisbe danès tingué la seva residència a Lund; i també fou allí on es fundà la primera universitat danesa, l'Acadèmia de Lund (1425–1536).
Els primers historiadors danesos, en els segles XII i XII, creien que el Regne Danès existia des dels temps del rei Dan, en un passat distant. Les fonts del segle VIII mencionen l'existència de Dinamarca com a regne. D'acord amb algunes fonts del segle ix, en aquella època molts dels cabdills del sud d'Escandinàvia reconeixien els reis danesos com els seus senyors, encara que els regnes eren confederacions sense un poder central fort, fins als dos darrers segles de l'Edat Mitjana, en què es constata un increment de la centralització. La costa oest i sud de l'actual Suècia era una part del reialme danès que era anomenada, i no així l'actual Dinamarca, "Dinamarca" que traduïda literalment significa: la frontera dels Dani. Svend II, rei de Dinamarca entre el 1047 i el1074), el qual podia ser nascut a Escània, sovint se'l considera el rei de la seva distància que establí les Terres d'Escània com una part, i en alguns moments la més important, de Dinamarca.
El 1332 el rei de Dinamarca, Cristòfor II, morí com un "rei sense regne" després que ell i el seu germà gran i predecessor havien empenyorat Dinamarca tros a tros. Magnus IV de Suècia aprofità la debilitat del seu veí, pagant la penyora per les províncies daneses orientals, i esdevingué el governant de les Terres d'Escània. Però fou reemplaçat el 1360 per Valdemar IV de Dinamarca.

### De la Unió de Kalmar a la pèrdua danesa d'Escània, Blekinge i Halland
Quan es formà la Unió de Kalmar, el 1397, fou administrada des de Copenhagen. El 1471 els suecs es rebel·laren liderats per la família Sture. El 1503, quan morí Sten Sture el Vell, la Suècia oriental s'independitzà de Dinamarca.
El 1600 Dinamarca controlava virtualment totes les terres entorn Skagerrak, Kattegat, i l'Øresund. Les actuals províncies d'Escània, Blekinge i Halland seguiren sent daneses i la província de Båhuslen romangué noruega. Skåneland esdevingué un dels camps de batalla de les guerres entre Dinamarca i Suècia; especialment durant els segles XVI, XVII i XVIII; pel control del Bàltic i les rutes marítimes. Els historiadors danesos sovint presenten aquest període com una successió d'atacs suecs que estaven constantment en guerra, mentre que els historiadors suecs sovint l'anomenen "Època de la Grandesa sueca ".

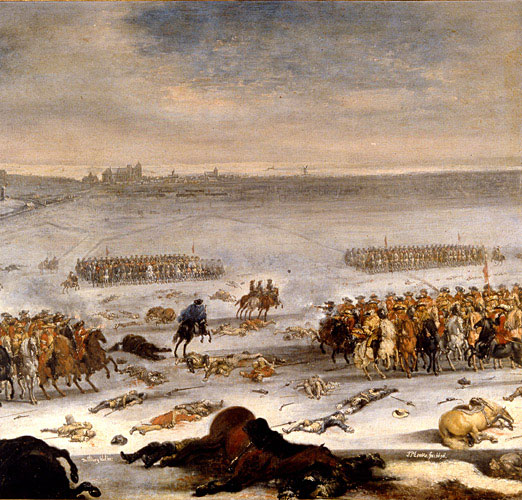
Pintura de l'artista germano-suec Johan Philip Lemke de 1676: Batalla de Lund durant la Guerra d'Escània, la batalla més crua mai lliurada entre Dinamarca i Suècia

Suècia intervingué en la guerra civil danesa, coneguda com a Guerra del Comte i que tingué lloc entre 1534 i 1536, envaint les Terres d'Escània com a aliada del futur rei Cristià III, que amb la seva coronació introduí el protestantisme a les seves terres. Posteriorment, en el període entre la desintegració de la Unió de Kalmar i el 1814, Dinamarca i Suècia s'enfrontaren 11 vegades a Skåneland i d'altres províncies frontereres: durant la Guerra Nòrdica dels Set Anys (1563–70), Guerra de Kalmar (1611–1613), Guerra de Torstenson (1644–1645), Segona Guerra del Nord (1657–1658 i 1659–1660), Guerra d'Escània (1674–1678), Gran Guerra del Nord (1700 i 1709–1720), Guerra Teatre (1788), i durant les Guerres Napoleòniques (1808–1809 i 1814).
- Durant la Guerra Nòrdica dels Set Anys, els danesos atacaren Suècia des de Halland el 1563, contraatacant els suecs el 1565 i el 1569 avançant sobre Halland i Escània. El 1570 finalment es firmà la pau quan el rei suec renuncià a les seves reclamacions sobre Escània, Halland, Blekinge i Gotland, mentre els danesos renunciaren a les seves reclamacions de Suècia.[23][24][28]
- Durant la Guerra de Torstenson, una part de la Guerra dels Trenta Anys, es produïren forts combats a Escània, Halland, i Blekinge. Pel Tractat de Brömsebro (1645) Dinamarca cedí les províncies noruegues de Jämtland i Härjedalen i s'avingué a l'ocupació, per part de Suècia, de la província danesa de Halland per 30 anys, com a garantia que es complissin les clàusules del tractat.[23][24]
- Durant la Segona Guerra del Nord (1655-1658), els danesos intentaren recuperar el control de Halland, però foren greument derrotats pels suecs. En conseqüència, en el Tractat de Roskilde (1658), que va ser confirmat en gran part pel Tractat de Copenhagen (1660), Dinamarca cedí les Terres d'Escània als suecs.[23] Inicialment, els intents danesos de recuperar el territori reberen el suport de les guerrilles snaphane, encara que els danesos perderen aquest suport en guerres posteriors.

Vilhelm Moberg, en la seva història del poble suec, ofereix una anàlisi reflexiva de les atrocitats comeses per ambdós bàndols en la lluita per les províncies de la frontera, i les va identificar com una eina de propaganda per inflamar les passions de la gent per continuar la lluita. Aquestes representacions distorsionades foren incorporades als llibres de text d'ambdós bàndols. Com a exemple, Moberg comparà els llibres de text amb els quals fou educat a Suècia, que presentaven els soldats suecs com a purs i honorables, amb una carta escrita per Gustavus Adolphus explicant com incendià 24 parròquies escanies, i com encoratjà a les seves tropes a violar i saquejar, comportament que també es donà al costat danès. Skåneland fou un lloc poc agradable per viure durant un llarg període.

### L'assimilació per Suècia

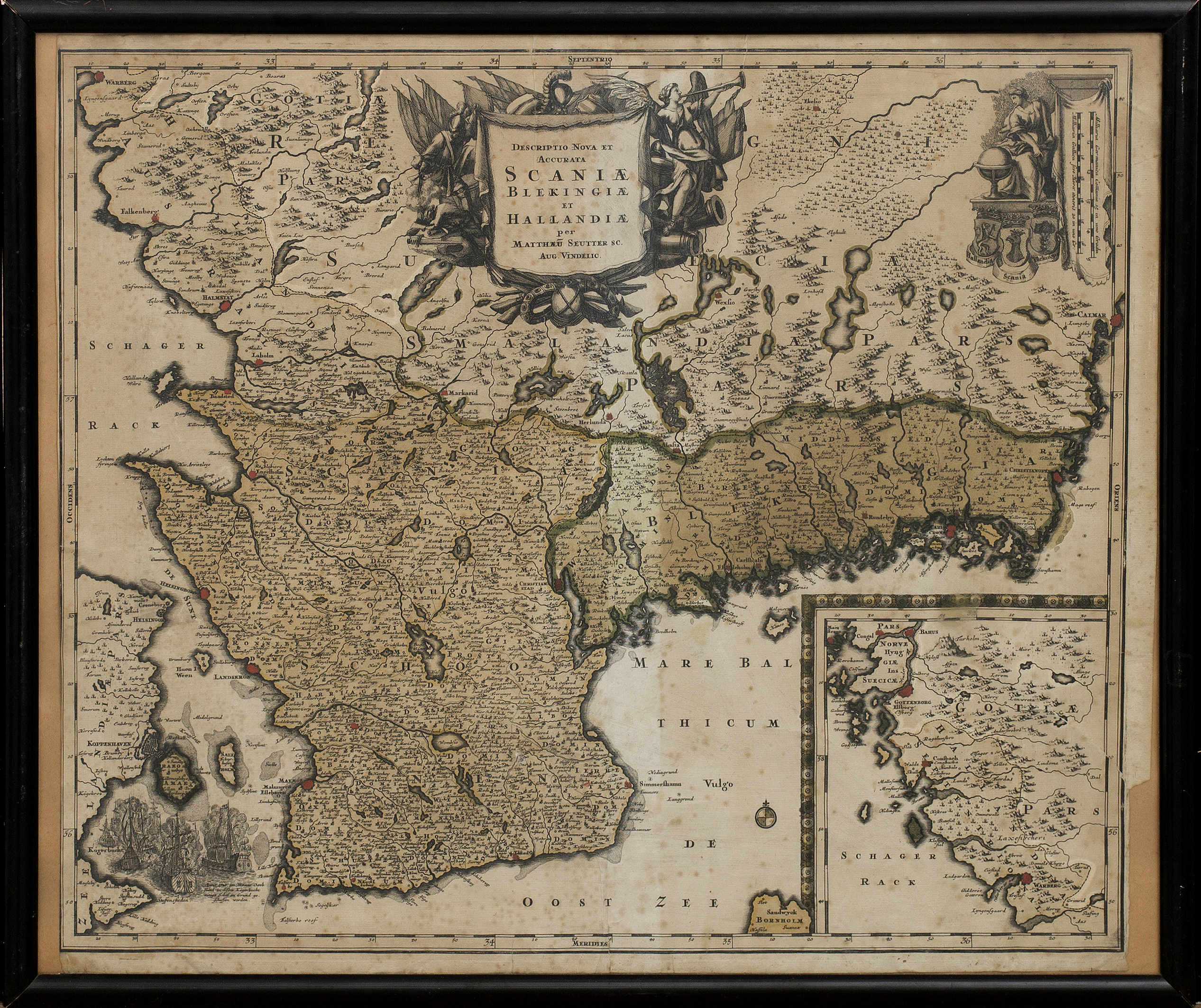
Mapa del de "Scaniae" (Skåneland), formada per les províncies "Scania, Hallandia et Blekingia"

Després del Tratact de Roskilde el 1683, però contradient els seus termes, el govern suec demanà a les elits socials (nobles, sacerdots i burgesos) de les Terres d'Escània que acceptessin les lleis i customs sueques. El suec esdevingué l'única llengua permesa a les litúrgies religioses i a les escoles, es prohibí la impressió d'obres religioses en danès, i tots els nomenaments de polítics i religiosos havien de ser per suecs. No obstant això el darrer bisbe danès, Peder Winstrup romangué al capdavant de la Diòcesi de Lund fins a la seva mort el 1679. Per promoure l'assimilació sueca s'inaugurà la Universitat de Lund el 1666; els habitants de les Terres d'Escània no tingueren permès matricular-se a la Universitat de Copenhagen fins al segle xix.
La població inicialment s'oposà a les reformes sueques, com pot determinar-se a partir dels registres parroquials i les transcripcions judicials. Els suecs es trobaren amb algunes revoltes civils en algunes zones, encara que foren més notables en el districte de Göinge, en els densos boscos de la regió nord d'Escània. Les autoritats sueques recorregueren a mesutres extremes, durant el segle xvii, contra els rebels coneguts com a "Snapphane", incloent-hi l'ús de l'empalament, en el qual una estaca era inserida entre la columna i la pell de la victima, l'ús de rodes per aixafar les víctimes vives, així com clavar cossos a les portes de les esglésies. D'aquesta manera, podien tardar quatre o cinc dies abans que les víctimes morissin.
La transformació de l'antiga duana, el comerç i l'administració al model suec no pogué ser feta fàcil i ràpidament. En els primers cinquanta anys de la transició, el tractament de la població fou bastant despietat. Dinamarca feu diversos intents de reconquerir aquests territoris, el darrer en el 1710, durant la qual aconseguiren recuperar gairebé tot Skåneland.
Abans de 1658, una de les províncies de Skåneland, l'Escània pròpiament dita, estava formada per quatre comtats: els comtats de Malmøhus, Landskrone, Helsingborg i Christianstad. Quan Skåneland fou annexada pels suecs, un dels comtats, el de Kristianstad, es va fusionar amb Blekinge donant lloc a la divisió en tres comtats d'aquest.

### Rebel·lió de Bornholm
El 1658, poc després que el general suec Printzenskiold fos enviat a Bornholm per iniciar el procés de "suedificació", la població de Bornholm es rebel·là contra els seus nous governants. Liderats per Jens Kofoed i Poul Anker, la rebel·lió s'inicià a la ciutat de Hasle, al nord de la més poblada ciutat de Rønne. Abans que l'exèrcit rebel arribés als quarters suecs de, Printzenskiold fou tirotejat per Willum Clausen al carrer de Sølvgade, al centre de Rønne.
Els suecs van fugir de l'illa fruit de la confusió i de la por de molts dels reclutes; Jens Kofoed instaurar un govern provisional i envià un missatge al rei Frederic III de Dinamarca dient que Bornholm s'havia autolliberat i desitjava retornar a l'obediència danesa. Això fou confirmat per l'acord de pau de 1660 entre Dinamarca i Suècia.

### Administració sueca

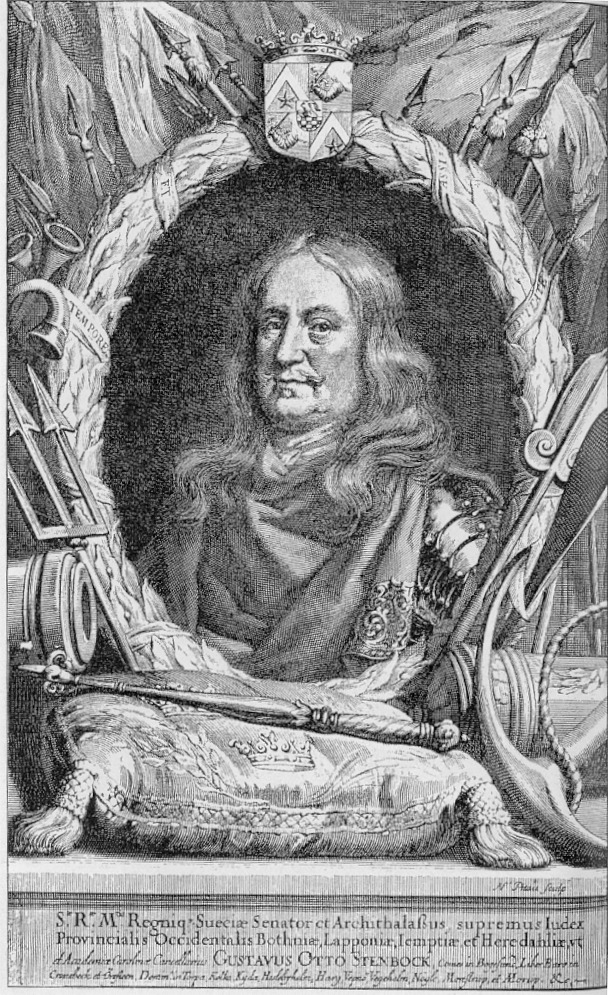
Gustaf Otto Stenbock, Mariscal de Camp suec

Els suecs anomenaren Governador General Suec, que a més de ser la màxima autoritat civil, també ho era en l'àmbit militar. El primer a ostentar el càrrec fou Gustaf Otto Stenbock, entre 1658 i 1664. La seva seu fou establerta a la ciutat principal, Malmö.
El càrrec de Governador General fou abandonat el 1669, per ser considerat innecessari. No obstant quan la Guerra d'Escània esclatà el 1675, el càrrec fou reinstaurat, i Fabian von Fersen ostentà el càrrec entre 1675 i 1677, quan morí en la defensa de Malmö.
Va ser reemplaçat per Rutger von Ascheberg, el 1680, que ostentà el càrrec fins a la seva mort el 1693. Fou durant el temps que Ascheberg exercí el càrrec que s'inicià la política de suedificació, com una reacció a l'amenaça de guerra i reconquesta danesa.
Després de la mort d'Ascheberg, la Governació General fou desmantellada en diferents Governacions provincials per cada una de les províncies sueques de Blekinge, Halland i Escània. Això no obstant, el càrrec de Governador General fou reinstaurat a Escània durant les Guerres Napoleòniques, quan Johan Christopher Toll esdevingué el Governador General de la regió, entre 1801 i 1809.

### Història recent
La història global de Skåneland no fou ensenyada duran molt de temps a les seves escoles, especialment durant els períodes amb l'amenaça d'una revolta imminent. S'ensenyava una història suecocentrista, i la història de les Terres d'Escània, anterior a 1658, fou desvinculada de la història danesa. Com a reacció, al segle xix s'inicià un moviment per fer rebrota la i la cultura de Skåneland. Aquests plantejaments comportaren la publicació de nombrosos llibres d'història sobre Escània.
Encara es discuteix si els infants de les províncies escanis haurien d'apendre el passat local danès o la història de Suècia anterior al 1658. Les propostes dels representants de les circumscripcions d'Escània al parlament suec per incloir la història danesa local al currículum educatiu de les escoles de la regió, no han estat acceptades en les sessions plenàries del Parlament de Suècia.